# Pamukkale (Denizli)

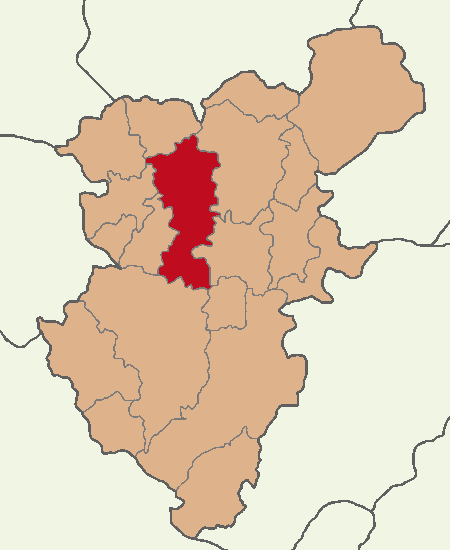
Lage von Pamukkale innerhalb von Denizli

Pamukkale (türkisch für Baumwollburg/Watteburg) ist eine Stadt im gleichnamigen Landkreis der türkischen Provinz Denizli und gleichzeitig ein Stadtbezirk der 2012 geschaffenen Büyükşehir belediyesi Denizli (Großstadtgemeinde/Metropolprovinz). Seit einer Gebietsreform 2012/2013 ist die Stadt einwohner- und flächenmäßig identisch mit dem Landkreis. Pamukkale hieß früher Akköy und wurde im November 2012 umbenannt.
Der bevölkerungsreichste İlçe Pamukkale hatte zum Jahresende 2019 346.625 Einwohner, ein Jahr später waren es 4017 Einwohner weniger (Bevölkerungsfortschreibung). Die Bevölkerungsdichte ist mit 416 Einwohnern je Quadratkilometer die zweithöchste der Provinz und beträgt fast das Fünffache des Provinzdurchschnitts (86 Einwohner je km²).
Der İlçe wurde 1990 aus dem zentralen Landkreis (Merkez) von Denizli abgespalten und hat im Westen die İlçe Sarayköy und Merkezefendi, im Norden Güney, im Osten Çal und Honaz sowie im Süden Tavas als Nachbarn. Pamukkale gliedert sich in 61 Stadtteile (Mahalles) mit Einwohnerzahlen zwischen 208 (Çeşmebaşı) und 17.176
(Zeytinköy) (Ende 2020).
Pamukkale liegt etwa 24 km nördlich der Provinzhauptstadt Denizli.

## Sehenswürdigkeiten
Pamukkale erhielt seinen Namen durch die Kalksinterterrassen, die über Jahrtausende durch kalkhaltige Thermalquellen entstanden sind und eine Touristenattraktion darstellen. Die Terrassen stehen auf der Liste des Welterbes der UNESCO.
Außerdem liegt in der Nähe der Sinterterrassen auch der antike Ort Hierapolis. Erhalten sind eine ausgedehnte Nekropole mit verschiedenen Gräbertypen, der Apollotempel, eine nach Pluton „Plutonium“ genannte Höhle, die als Eingang zur Unterwelt galt, ein großes Theater (für 15.000 Zuschauer), die Philippus-Kirche sowie Bäder, Gymnasium und große Teile der Stadtmauer.